# 越谷市立増林小学校
越谷市立増林小学校（こしがやしりつ ましばやししょうがっこう）は、埼玉県越谷市増林にある公立小学校。

## 沿革
- 1971年4月1日 - 越谷市立桜井小学校、越谷市立大沢小学校、越谷市立大袋小学校、越谷市立新方小学校、越谷市立増林小学校を分離して越谷市立大沢北小学校を開設
- 1990年 - 越谷市立東越谷小学校、越谷市立鷺後小学校、越谷市立増林小学校から越谷市立花田小学校を分離[1]

## 教育目標
- 思いやりがある子
- 自ら学ぶ子
- たくましい子[2]

## 通学区域
- 増林 - 一部
- 増林一丁目 - 一部
- 増林二丁目 - 全域
- 増林三丁目 - 全域
- 増森 - 全域
- 増森一丁目 - 全域
- 増森二丁目 - 全域
- 中島 - 全域
- 中島一丁目 - 全域
- 中島二丁目 - 全域
- 中島三丁目 - 全域[3]